# 日産サティオ宮崎
株式会社日産サティオ宮崎（にっさんサティオみやざき）は、宮崎県宮崎市に本社を置く、日産自動車の販売会社である。

## 沿革
- 1954年（昭和29年）1月20日 - 宮崎日産プリンス自動車株式会社として設立。
- 1966年（昭和41年）9月 - 日産プリンス宮崎販売株式会社に社名変更。
- 1968年（昭和43年）9月 - 日産サニー宮崎販売会社を分社化。
- 1999年（平成11年）12月 - 日産サニー宮崎販売株式会社から株式会社日産サティオ宮崎に商号変更。
- 2002年（平成14年）10月 - 日産プリンス宮崎と日産サティオ宮崎が合併し、株式会社日産サティオ宮崎に商号変更。
- 2019年（令和元年）10月 - 地元で電気工事業を営む株式会社九南が日産ネットワークホールディングスから当社の全株式を取得。経営が同社に移動する。

## 事業所
- カーパレス宮崎 - 宮崎市大塚町西ノ原1316
- 宮崎北店 - 宮崎市島之内字湯取6300番地
- 南バイパス店 - 宮崎市源藤町字源藤836-1
- 本店 - 宮崎市大塚町横立1362番地
- カーパレス都城 - 都城市都北町6252番地
- 都城店 - 都城市都北町6253
- カーパレス延岡 - 延岡市浜町5131
- 延岡南店 - 延岡市浜町5086-1
- 延岡北店 - 延岡市桜園町162番地
- 日南店 - 日南市上平野町2丁目14-7
- 小林店 - 小林市堤3050-2
- 日向店 - 日向市大字財光寺枦場185-1
- 高鍋店 - 児湯郡高鍋町大字北高鍋2835-1

## 宮崎県内の他日産車販売店
- 宮崎日産自動車 - 当社と同じく九南傘下